# Papá Changó
Papá Changó (Quito, Ecuador) Nació bajo el concepto de la «música es una fiesta» que se ha desarrollado por la fusión de ritmos caribeños como: el reggae, el rocksteady, la cumbia, el hip hop, el dance hall, el ragga, la salsa, el jazz latino, entre otros, la misma que ha implementado un nuevo estilo musical al cual se lo ha representado como el reggae latino ecuatoriano.
Es una agrupación musical que se caracteriza por su diversidad, en donde sus integrantes tienen gustos musicales diferentes, lo que ha determinado que sus producciones posean un sonido muy original, resultado de una mezcla de influencias musicales muy variadas.

## Integrantes
Sus 10 músicos, han sabido conjugar sus conocimientos en un ritmo alegre y único que le ha permitido consolidarse como una de las bandas más representativas del Ecuador, su país de origen.

### Actuales
- Andrés Acuña (Andre-T) - Guitarra y voz
- Michael Aranda (Mike) - Guitarra
- Milton Mora (Ekeko) - Bajo
- Andrés Granda (Chesko) - Batería y percusión
- Dennis Granda (Dennis) - Percusión
- Marcelo Granda (Chelo ) - Trompeta y voz
- Jefferson Aranda (Jeff) - Trompeta y Trombón
- José Andrade (Pepe) - Batería y percusión
- Juan Andrés Salcedo (Juanito) - Teclado

### Antiguos
- Cristian Quezada (Milky) - Piano
- Alexis Proaño (Matico) - Saxo y acordeón
- Iván Paredes (Diablo) - Voz

## Biografía
Nace en 2004
Su primer álbum Caminante (2008), fue producido en Ecuador y Argentina, con la participación de reconocidos músicos internacionales como: Mario Siperman (Fabulosos Cadillacs), Akila Barret (The Wailers), Pablo Molina (Todos tus muertos), entre otros.
Su primer sencillo «Negrita» ocupó por varias semanas el primer puesto en el ranking de popularidad de las principales cadenas radiales a nivel nacional. De igual manera su videoclip se mantuvo en la lista de los diez más populares durante 76 días seguidos en la cadena internacional de vídeos musicales MTV, ocupando 19 veces el primer lugar, bajo la dirección de Percy Céspedez. Conjuntamente el sencillo «Negrita», fue nominado en cuatro categorías en la cadena mexicana Ritmoson Latino.
Años después en junio del 2010, la banda realiza su primera gira visitando al continente europeo, los cinco países que visitó fueron: Francia, Alemania, España, Italia y Suiza. La aceptación de la gente fue espléndida, llegando a ser escuchados por más de treinta mil personas a lo largo de toda su gira, obteniendo el premio a la mejor banda internacional en el festival FIMU en Francia.
En noviembre del 2012, Papá Changó lanza su segundo álbum discográfico que se titula «No Money No Play», en donde se sigue manteniendo la fusión con su base reggae, pero con la añadidura de nuevos ritmos caribeños. Cuenta con la participación de importantes y legendarias agrupaciones de sur y Centroamérica, también en el continente europeo. Doctor Krápula (Colombia), Los Rabanes (Panamá), Canteca de Macao (España), Quique Neira (Chile), Skarpion (Islas Granadinas) y Mario Siperman (Argentina) teniendo como principal premisa el intercambio músico-cultural y lograr convenios con dichos países.
El lanzamiento tuvo un lugar en el Parque de la Carolina de Quito con una asistencia de aproximadamente quince mil personas y tuvo la colaboración de Los Rabanes y de Quique Neira, además fue utilizado como escenario para la grabación de su primer videoclip en vivo, del que fue su primer sencillo titulado «Demonio Danzón» (con Doctor Krápula)
En el 2013, lanzan un sencillo titulado «Yo no quiero tu amor», que cuenta con un featuring con la banda panameña Los Rabanes. Este tema llegó al puesto número 1 de los charts del Ecuador y Centroamérica. El music video de este promocional llegó a ser un verdadero Boom, fue una tendencia en las redes sociales en su noche de lanzamiento.
Para el 2014, lo consideraron un año de campañas publicitarias y composiciones, Papá Changó fue imagen de la marca PEPSI a nivel nacional, componiendo un tema musical para la campaña publicitaria.
A finales de este año lanzan el vídeo «I Love You» junto a Quique Neira, una de las voces más importantes del reggae latino, también realizan un concierto acústico para la celebración de sus 10 años de trayectoria de sus shows.
Durante el año 2015, Papá Changó se interna a componer su próximo sencillo y comienza a realizar estrategias de lanzamiento internacional de su carrera musical. En este mismo año lanza el sencillo «No quiero enamorarme nunca más», que logró posicionarse como uno de los temas más conocidos de la agrupación musical.

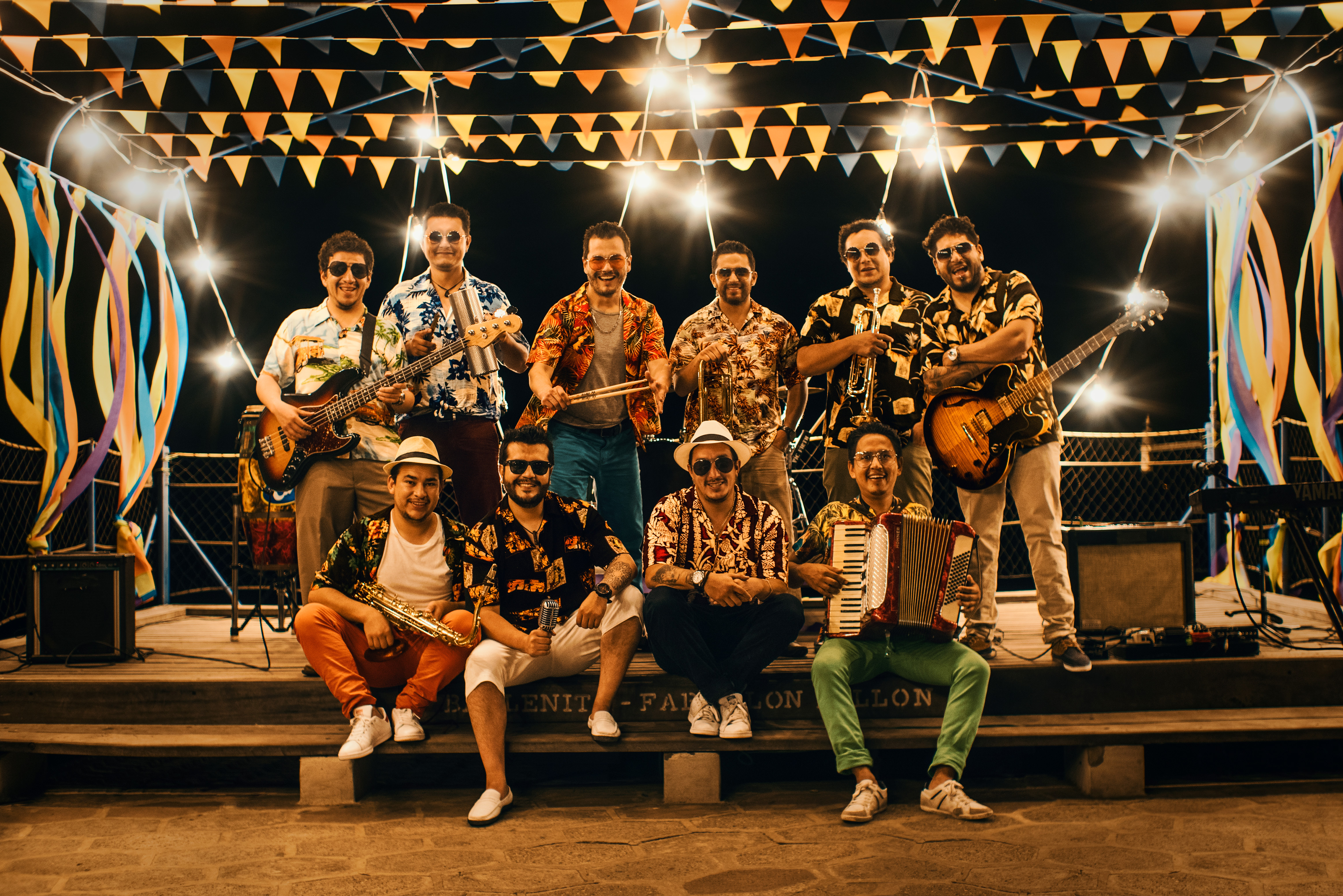
1983-Niña, 2018

A partir del año 2016 empieza la preparación para el lanzamiento de una campaña basada en el lanzamiento de singles, denominada «IsBack» y en abril de 2018 lanzan el primer sencillo denominado «1983-Niña», una canción con un aire tropical, que emula la música bailable de los ochenta, la misma que fue producida por Juancho Valencia músico colombiano de la agrupación Puerto Candelaria, mezclada y masterizada por Merlín Producciones en Medellín, Colombia.

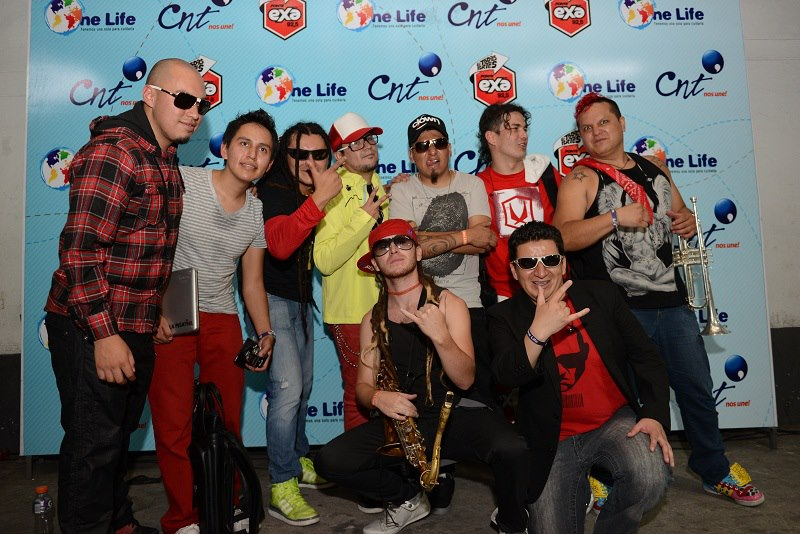
Papá Changó, en el concierto EXA 360, 2013.

## Discografía

### Álbumes de estudio

#### 2006: Caminante
- Al viento
- Caminante
- Gente
- Desistiré
- Papá Changó
- Dixe
- Ancestro
- Negrita
- Silueta
- Tamos locos
- Resistencia
- Dolor
- Mística
- Listen to my hearts

Primer álbum de Papá Changó
Producción: Lmine Fellah
Grabación: Pierre Marocco (Ozland Studio) y Sergio Guerrina (Juanita Records Buenos Aires, Argentina)
Mezcla: Sergio Guerrina
Mastering: Mario Siperman (Loto Azul, Argentina)

#### 2012: No Money No Play
- Dos corazones
- Nobody knows
- Yo no quiero tu amor
- Mama
- Caribbean party
- I love you
- Demonio danzon
- Reggae música
- Mentira
- Es para ti
- Soca time
- Eres para mi
- Mr. Machinegun
- Necesito de tu amor

Realizada y dirigida por: Mike Aranda, Andrés Granda, José Andrade y Andrés Acuña.

### Sencillos
- 2010: Quiero llorar
- 2011: Lady material
- 2015: No quiero enamorarme nunca más
- 2018: 1983-Niña

## Videos
- 2009: Negrita
- 2011: Lady material
- 2011: Tamos locos
- 2013: Demonio Danzón
- 2013: Yo No Quiero Tu Amor
- 2014: I love you
- 2018: 1983-Niña